# Singampuneri
Singampuneri è una suddivisione dell'India, classificata come town panchayat, di 16.415 abitanti, situata nel distretto di Sivaganga, nello stato federato del Tamil Nadu. In base al numero di abitanti la città rientra nella classe IV (da 10.000 a 19.999 persone).

## Geografia fisica
La città è situata a 10° 12' 03 N e 78° 25' 05 E.

## Società

### Evoluzione demografica
Al censimento del 2001 la popolazione di Singampuneri assommava a 16.415 persone, delle quali 8.220 maschi e 8.195 femmine. I bambini di età inferiore o uguale ai sei anni assommavano a 1.887, dei quali 981 maschi e 906 femmine. Infine, coloro che erano in grado di saper almeno leggere e scrivere erano 11.701, dei quali 6.412 maschi e 5.289 femmine.